# Silene mandonii
Silene mandonii är en nejlikväxtart som först beskrevs av Paul Rohrbach och som fick sitt nu gällande namn av Gilbert François Bocquet. 
Silene mandonii ingår i släktet glimmar och familjen nejlikväxter. Inga underarter finns listade i Catalogue of Life.

## Bildgalleri

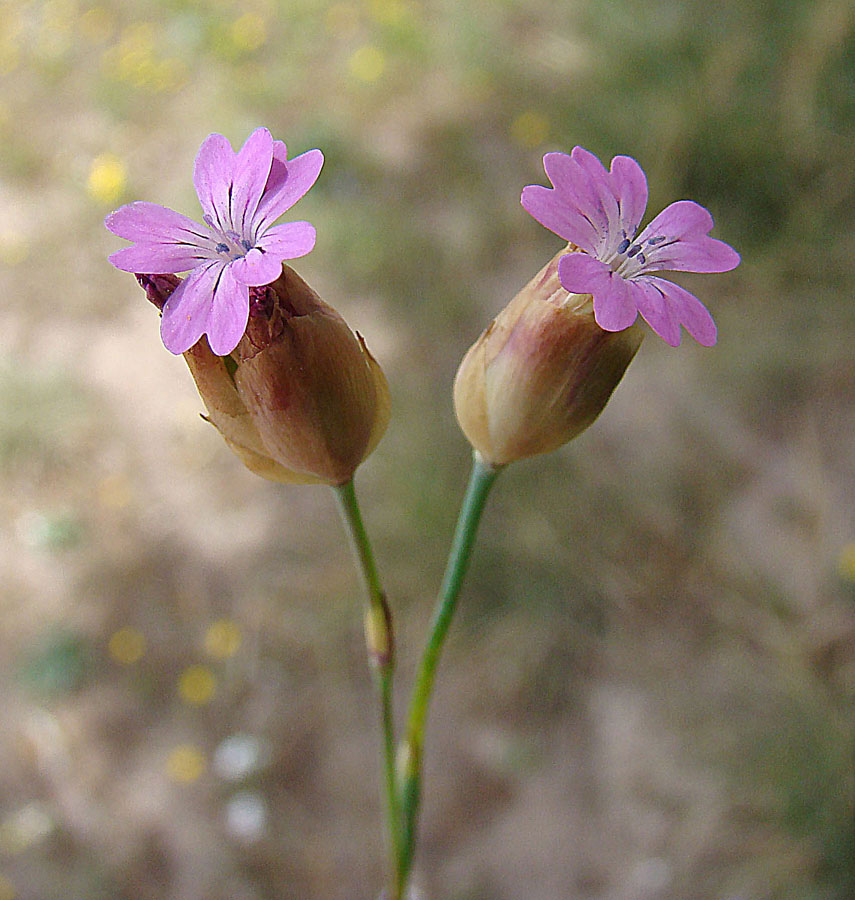